# Vlasta Burian
Josef Vlastimil „Vlasta” Burian (ur. 9 kwietnia 1891 w Libercu, zm. 31 stycznia 1962 w Pradze) – czeski aktor i dyrektor teatralny. Znany jako „Król komików“ (Král komiků).

## Życiorys
Urodził się w Libercu w rodzinie krawca, patrioty i aktora amatora Antonína Buriana. Pierwszych 10 lat swego życia spędził w Libercu, potem rodzina przeprowadziła się do Pragi-Žižkova. Tam został Burian wybitnym bramkarzem w miejscowych klubach piłki nożnej (Union Žižkov, Viktoria Žižkov).
Karierę aktorską rozpoczął na scenach praskich przedmieść i teatrów poza stolicą Czech. Dzięki zdolnościom śpiewaczym występował w Švandovej Smíchovskiej arenie, w Teatrze Narodowym w Brnie, w Teatrze Miejskim w Pilźnie i w operetce Miejskiego teatru na Vinohradach (1914–1916).
Potem grał w praskich kabaretach (Rokoko, Červená sedma), a w latach 1921-1922 w teatrzyku Revoluční scéna Emila Artura Longena. W latach 1925–1944 miał własny teatr (Divadlo Vlasty Buriana).
W latach 1945–1950 za rzekomą kolaborację został odsunięty od życia teatralnego i filmowego. Potem został zatrudniony w Teatrze Państwowym w Pradze-Karlinie. Od 1953 artysta estradowy.
Podstawą jego aktorstwa była sztuka improwizacji, odpowiednie stosowanie czarnego humoru i satyry. Potrafił zagrać wszystkie profesje i charaktery ludzkie, nieraz z wielką porcją samoironii i parodii.
Grał w wielu filmach (C. a k. polní maršálek, 1930; To neznáte Hadimršku, 1931; Lelíček ve službách Sherlocka Holmese, 1932; Anton Špelec, ostrostřelec, 1932; Revisor, 1933; Dwanaście krzeseł - pierwsza kooprodukcja polsko-czechosłowacka, 1933; Hrdinný kapitán Korkorán, 1934; Ducháček to zařídí, 1938; U pokladny stál, 1939; Přednosta stanice, 1941; Byl jednou jeden král, 1954).
Został odznaczony Tarczą Honorową Protektoratu Czech i Moraw z Orłem Świętego Wacława.
Został pochowany na Cmentarzu Wyszechradzkim.